# Elite-Rennen 1986
Im Jahr 1986 wurde das Elite-Rennen auf der Trabrennbahn Gelsenkirchen (heute GelsenTrabPark) zum 40. Mal ausgetragen. Der Start des damals besten Trabrennpferds der Welt Ourasi sorgte für Schlagzeilen und regen Besucherandrang.

## Vorgeschichte
Obwohl die Dotierung 1983 von 200.000 DM auf 150.000 DM zurückgenommen worden war, gelang es, das damals beste Pferd der Welt in Gelsenkirchen an den Start zu bekommen. Das Elite-Rennen sollte Ourasis erster Start im Ausland werden. Im Januar hatte Ourasi den Prix d’Amérique in Hippodrome de Vincennes gewonnen und war seit Jahresbeginn in den acht Rennen, die er absolvierte, ungeschlagen. Da die Renndistanz im Elite-Rennen in diesem Jahr erstmals von 2.500 Meter auf 2.011 Meter (international 1¼ Meilen) verkürzt worden war, wurde im Vorfeld diskutiert, ob eventuell sogar ein neuer Weltrekord möglich wäre. Dieser war am 4. August 1985 von Minou du Donjon in der Hand von Olle Goop (Fahrer) in Solvalla/Schweden über die Renndistanz von 2.140 Metern aufgestellt worden. Der aktuelle Weltrekord lag jetzt bei einer Kilometerzeit von 1:13,5 (1 min 13,5 s). Als größte Konkurrenten des Stargasts aus Frankreich wurden Utah Bulwark zum Siegtoto von 56:10 (heute 5,6 für 1 €) und der aus amerikanischer Zucht stammende Super Play zum Siegtoto von 92:10 gehandelt.

## Rennverlauf
Das 40. Elite-Rennen wurde am Sonntag, den 13. Juli um 16:25 Uhr gestartet. Utah Bulwark machte bereits hinter dem Startauto einen Fehler (galoppierte) und fiel um einige Längen zurück. Zunächst setzte sich Igor an die Spitze, gefolgt von Ourasi und Heide Lore. Im ersten Bogen nahm Jean-René-Gourgeon, Fahrer von Ourasi, den Favoriten etwas zurück und ließ Igor zusammen mit Heide Lore die zügige Führungsarbeit machen. Eingangs der Tribünengeraden hatten die beiden führenden Pferde drei bis vier Längen Abstand zwischen sich und ihre Verfolger gelegt. In zügiger Fahrt (1. Zwischenzeit 1:13,5) kam Igor die Tribünengerade herauf, an seiner Außenseite etwas dahinter Heide Lore, in deren Fahrwasser (ebenfalls 2. Spur) Ourasi lief. An der Innenkante lag Megabucks vor Hallon Brunn. Unverändert durchlief das Feld den Heßler-Bogen (nach dem dort gelegenen Stadtteil benannt). Die beiden Konkurrenten Super Play und Utah Bulwak trabten immer noch am Ende des Feldes. Gegen Ende der Gegenseite zog Jean-René Gourgeon Ourasi in die 3. Spur und startete den Angriff auf die führenden Pferde. Die anfänglich zügige Fahrt hatte sich etwas verlangsamt. Eingangs des Schlussbogens war Heide Lore schnell geschlagen, kurz nach Erreichen des Scheitelpunktes hatte Ourasi (außen laufend) die Führung übernommen. In vierter Spur hatte sich nun auch Super Play herangekämpft, gefolgt von Utah Bulwark. Ourasi zeigte sich auf der Zielgeraden als sicherer Sieger. Zu einem Zweikampf kam es auf den Plätzen zwischen Utah Bulwark und Super Play, viertes Pferd wurde Hallon Brunn. Das fünfte Preisgeld sicherte sich Noble Moon. Ourasi trabte im Elite-Rennen eine neue Bestzeit, wenngleich diese nun über eine um knapp 400 Meter gekürzte Distanz gemessen wurde. Mit 1:14,2 lag diese um sechs Zehntel unter der Zeit von Lurabo aus dem Jahre 1984. Ourasi gewann leicht mit 2½ Längen – Kopf und 1½ Längen. Es liefen 10 Pferde.
Die Rennpreise (Wert) verteilten sich zu 70.000 – 35.000 – 20.000 – 15.000 und 10.000 DM auf die ersten fünf Plätze.

## Nachgang
Der Siegtoto zahlte für Ourasi 12:10 (heute 1,2 für 1 €), in der Platzwette 11:10. Die Platzquote für Utah Bulwark war 15:10, für Super Play 18:10. In der Zweierwette Ourasi – Utah Bullwark wurde die Quote 32:10 ausgezahlt. In der Dreierwette Ourasi – Utah Bulwark – Super Play gab es 60.- Mark für 10.- Mark Einsatz.
Im Rahmenprogramm siegte Diamond Way (Sieger im Deutschen Traber-Derby) im A+M-Pokal zum Siegtoto von 14:10 (heute 1,4 für 1 €). Mit einem Umsatz von 1.428.287,50 DM erzielte Gelsentrab den Saisonrekord, konnte aber trotz der Starbesetzung nicht an das Ergebnis von 1980 heranreichen.

## Trivia
Ourasi setzte seine Siegesserie nach dem Elite-Rennen fort und blieb im gesamten Rennjahr ungeschlagen. Diese Serie endete erst am 18. Juni 1987, als er im Prix René Ballière Zweiter wurde. Er hatte 22 Rennen in Folge gewonnen. Aufgrund des anhaltenden Erfolges wurde auf Ourasi in weiteren Rennen in Frankreich die Garantiequote von 10½ für 10 gezahlt. Ourasi startete noch vier weitere Male im Prix d’Amérique, wobei er drei Mal siegte und einmal den dritten Platz belegte. Ourasi ist bis heute das einzige Pferd, welches den Prix d’Amérique vier Mal gewinnen konnte. Ein französisches Fachblatt wählte Ourasi später zum Traber des Jahrhunderts.